# Alamosaurus
Alamosaurus („Ještěr ze souvrství Ojo Alamo“) byl rod obřího býložravého dinosaura ze skupiny titanosaurních sauropodů (čeleď Saltasauridae), žijícího na konci křídového období na území Severní Ameriky.

## Popis
Alamosaurus byl obří dinosaurus, který dosahoval délky až přes 30 metrů a hmotnost asi 35 až 80 tun (podle některých izolovaných obratlů obří velikosti mohl dokonce spadat do velikostní kategorie argentinosaura). Dříve byl však považován spíše za středně velkého sauropoda o délce kolem 20 metrů a hmotnosti asi 16 000 kg. V roce 2019 nicméně odhadl stejný americký badatel (Gregory S. Paul) podrobným rozborem a zhodnocením dosud využitých metod stanovování objemu a hmotnosti těla různých sauropodů celkovou tělesnou hmotnost alamosaura na 30 metrických tun, ovšem s poznámkou, že obří exempláře mohly být ještě podstatně těžší.
Blízkým vývojovým příbuzným tohoto sauropodního dinosaura byl například argentinský druh Pellegrinisaurus powelli nebo mongolský druh Opisthocoelicaudia skarzynskii.

## Paleobiologie

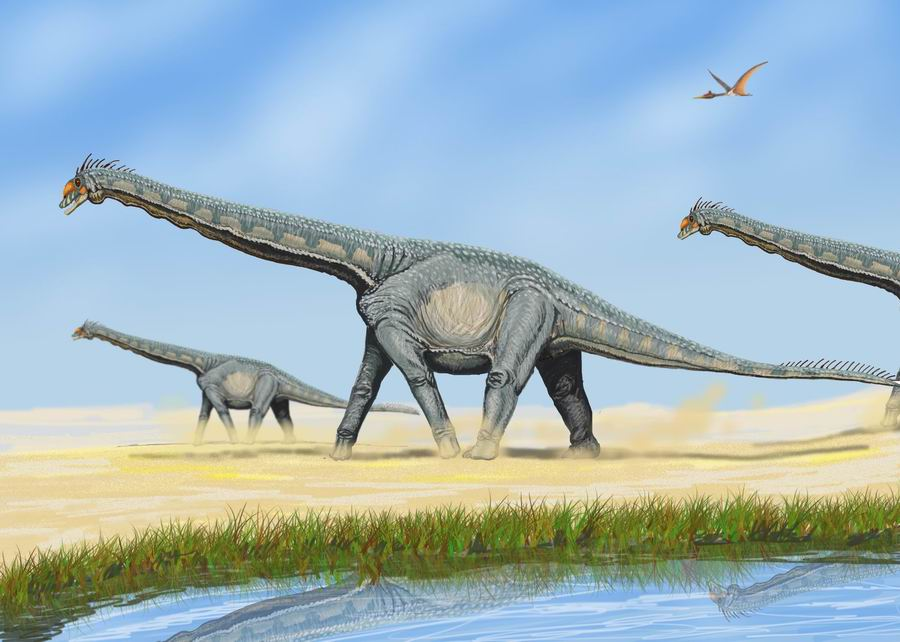
Alamosaurus

Alamosaurus žil na konci období křídy před 70 až 66 milióny let na území dnešního jihozápadu USA. Žil zřejmě v mokřadech a záplavových pánvích, kde spásal dostupnou vegetaci. V současnosti je smontovaná kostra alamosaura o výšce 8,5 metru hlavním zlatým hřebem expozice Perotova muzea přírodních věd v texaském Dallasu. Doba inkubace vajec alamosaura byla propočtena zhruba na 150 dní (5 měsíců).
Alamosauři obývali bohaté a druhově rozmanité ekosystémy souvrství Ojo Alamo, souvrství Javelina, souvrství McRae i souvrství North Horn a patřili tak k posledním žijícím druhohorním dinosaurům - tzv. lancijské fauně. Jejich společníky byli četní rohatí a kachnozobí dinosauři (Ojoceratops, Torosaurus, Edmontosaurus, Kritosaurus), menší i velcí teropodi (Tyrannosaurus, Dineobellator, Ojoraptorsaurus) a mnoho dalších živočichů (želvy, praptáci, savci ad.).
V roce 2020 byla popsána anatomie a morfologie osteodermu (kožní kostní destičky) velkého sauropoda z lokality Big Bend National Park. Je velmi pravděpodobné, že tento osteoderm patřil velkému jedinci druhu Alamosaurus sanjuanensis.
Fosilie tohoto druhu byly objeveny také na území státu Chihuahua na severu Mexika.

## Paleocenní dinosaurus?
V roce 2011 publikoval americký geolog a paleontolog James E. Fassett studii, která naznačuje, že alamosauři mohli žít ještě asi před 64,8 milionu let, tedy již v období paleocénu. Datovali totiž úlomek stehenní kosti alamosaura z Nového Mexika metodou uran-olovo. Výsledek přímého datování však zatím není obecně uznáván a zmíněná fosilie je považována za druhotně uloženou. Jisté je, že alamosauři patří k posledním žijícím obřím sauropodům, přinejmenším na severoamerickém kontinentu.

## V literární fikci
Alamosaurus se krátce objevuje v knize Poslední dny dinosaurů, kde jsou tito obří sauropodi pozorováni zdálky a jeden z lidských členů výpravy se dokonce uvelebí v jeho ohromné stopě, podobně jako ve vaně.